# Голокаменка
Голокаменка (укр. Голокам'янка) — село в Рава-Русской городской общине Львовского района Львовской области Украины.
Население по переписи 2001 года составляло 344 человека. Занимает площадь 6,84 км². Почтовый индекс — 80318. Телефонный код — 3252.